# Sandvika (Lierne)
Sandvika este o localitate din comuna Lierne, provincia Nord-Trøndelag, Norvegia, cu o suprafață de 0,37 km² și o populație de 228 locuitori (2013).